# Sachsen-Finanzgruppe
Die Sachsen-Finanzgruppe (SFG) ist als Körperschaft des öffentlichen Rechts Träger der ihr angeschlossenen zwei sächsischen Sparkassen.

## Struktur und rechtliche Grundlagen
Die Sachsen-Finanzgruppe wurde aufgrund der §§ 49 ff. des Gesetzes über das öffentlich-rechtliche Kreditwesen im Freistaat Sachsen vom 13. Dezember 2002 („Sächsisches Sparkassengesetz“) als rechtsfähige Körperschaft des öffentlichen Rechts errichtet. Sie ist Trägerin der auf sie übertragenen Sparkassen und war bis zu deren Verkauf an die Landesbank Baden-Württemberg 2007 Anteilseignerin der Sachsen LB. Sie betreibt selbst keine Bankgeschäfte und ist damit kein Kreditinstitut nach § 1 KWG. Ihre Tätigkeit hat sie bereits am 1. September 2003 als Rechtsnachfolgerin des Sachsen-Finanzverbandes (SFV) aufgenommen, der gleichzeitig aufgelöst wurde.
Zur Sachsen-Finanzgruppe gehören die Ostsächsische Sparkasse Dresden und die Sparkasse Mittelsachsen.

### Anteilseigner
Die Sachsen-Finanzgruppe hat nach § 53 des sächsischen Sparkassengesetzes ein Stammkapital, an dem sich sächsische Landkreise und kreisfreie Städte, von ihnen gebildete Zweckverbände bei Zweckverbandssparkassen und der Freistaat Sachsen beteiligen können. Die Beteiligung Dritter („weitere Personen des öffentlichen und des privaten Rechts“) ist bis zu insgesamt 49 Prozent des Stammkapitals möglich. Anteilseigner sind zurzeit:
| Anteilseigner                             | Beteiligung |
| ----------------------------------------- | ----------- |
| Landeshauptstadt Dresden                  | 25,67 %     |
| Sparkassenzweckverband Elbtal-Westlausitz | 18,90 %     |
| Landkreis Mittelsachsen                   | 15,57 %     |
| Sachsen-Finanzgruppe                      | 39,85 %     |

### Organe
Organe der Sachsen-Finanzgruppe nach dem Sparkassengesetz sind die Anteilseignerversammlung und der Vorstand.
Die Anteilseignerversammlung ist die Vertretung der Anteilseigner. Jeder Anteilseigner wird durch mindestens ein Mitglied vertreten. Die Stimmanteile der Mitglieder bemessen sich nach der Höhe der jeweiligen Beteiligung am Stammkapital. Der Vorsitzende der Anteilseignerversammlung und sein Stellvertreter werden für maximal fünf Jahre gewählt. Derzeitiger Vorsitzender ist Landrat Michael Geisler.
Der Vorstand der Sachsen-Finanzgruppe besteht aus mindestens zwei Mitgliedern, die von der Anteilseignerversammlung für höchstens fünf Jahre gewählt werden. Er vertritt die Finanzgruppe nach außen und führt deren Geschäfte. Seit Juli 2015 besteht der Vorstand aus Joachim Hoof, dem Vorstandsvorsitzenden der Ostsächsischen Sparkasse Dresden, und Hans-Ferdinand Schramm, dem Vorstandsvorsitzenden der Sparkasse Mittelsachsen.